# Leonardo Martínez
Leonardo Martínez (Catamarca, Argentina, 1937 - Buenos Aires, Argentina, 10 de octubre de 2016) fue un poeta, escritor y músico argentino.

## Biografía
Estudió música en la Escuela Superior de Música de la Universidad Nacional de Tucumán, en donde fue docente hasta el año 1980.
Desde 1990, residió en Buenos Aires hasta su fallecimiento. Con la publicación de su primer poemario, tuvo una destacada carrera literaria. Ha recibido distinciones nacionales y provinciales.
La obra de Martínez toca temas como la naturaleza, la madre tierra, las tribus originarias, el tradicionalismo y el erotismo.
Falleció en su casa de Buenos Aires, el 10 de octubre de 2016.

## Obras
- Tacana o los linajes del tiempo (1989)
- Ojo de brasa (1991)
- El señor de Autigasta (1994)
- Asuntos de familias y otras imposturas (1997)
- Rápido pasaje (1999)
- Jaula viva (2004)
- Estricta ceniza (2005)
- Las tierras (2007)
- Los ojos de lo fugaz (2010)
- Escribanía de vivos y muertos (antología, 2013)
- Registros de ánimas[5]